# Теория Хебба
Теория Хебба, также правило Хебба и теория нейронных (клеточных) ансамблей — нейронаучная теория, утверждающая, что увеличение синаптической эффективности между двумя нервными клетками происходит в результате их одновременной активации, то есть, когда при выделении медиатора пресинаптическим нейроном стимулируемый постсинаптический нейрон оказывается уже предварительно активирован другим пресинаптическим нейроном. Объясняет синаптическую пластичность и адаптацию нейронов головного мозга в процессе обучения. Была предложена канадским исследователем Дональдом Хеббом в его книге «Organization of Behavior» (1949).

## Краткое содержание
Теорию часто резюмируют образным выражением «Взаимодействующие клетки объединяются» (англ. «Cells that fire together wire together». Однако сам Хебб подчеркивал, что если для успешного взаимодействия клеток мозга (нейронов) клетке А необходимо участвовать в возбуждении клетки В, то необходимо, чтобы клетка А активировалась непосредственно перед, а не одновременно с клеткой В. Этот аспект причинно-следственной связи, предложенный в работе Хебба предвосхитил то, что сейчас известно как явление Spike-timing-dependent plasticity .

## Значение
Теория объясняет явление ассоциативного или хеббовского обучения, при котором одновременная активация клеток приводит к выраженному увеличению синаптической силы между этими клетками. Она также дает биологическую основу для т. н. «безошибочного обучения», применяемого для обучения и восстановления памяти. При изучении нейронных сетей в когнитивной функции принцип Хебба часто рассматривают как нейронную основу обучения без учителя.
Гарвардский нейробиолог Ричард Маслэнд считает, что теория Хебба «не только заложила фундамент того, что сегодня известно как машинное обучение, но и обеспечила понимание того, как животные выживают в естественном мире».